# 飛び道具
飛び道具（とびどうぐ）は、遠方からの射出によって目標を攻撃・破壊する武器ないし武具である。

## 概要
飛び道具は、手持ちの武具全般が先端（切っ先など）が届く限られた範囲にしか損害を与えないのに対し、一部ないしその全体が飛翔し標的に衝突することで損害を発生させるものである。
飛び道具は発射した側（射手）の手を離れるか発射装置から飛び出した瞬間から、空気抵抗などによりその運動エネルギーを奪われ減速するほか、重力など他の力が働く場では弾道を描くため、距離が離れるほど命中させることは難しくなる。このため、命中させるには「どのように飛んでいって当たるか」を予測し、加減する必要がある。飛び道具は、うまく扱うためにそれら道具に見合った特別の練習を必要とする。
また日本では槍を投擲する様式は余り発達しなかったため、槍を指して飛び道具と呼ぶことは少ないが、世界的に見ればピルムのように投擲を目的としたものもあり、こういった武器は飛んでいった先で相手に回収され、投げ返される・つまり「わざわざ相手に武器を与えている」ことになってしまう危険性がある。このため前述のピルムのように、投げ返されることを予防するために、外れて地面に突き立った際には、壊れるように改良されたものも見られる。
武具としての飛び道具は上記のものであるが、火器の発達は飛躍的に飛び道具の扱い易さを向上させる一助となっており、先込め銃の時代には信頼性が低かったことから他の投げ武器と併用して用いられていたが、自動火器の発達以降では、入手の難しさや整備性の問題を別にすると、戦争で利用される兵器においては火器が主流となっている。

## その他
転じて、突拍子のないアイディアを飛び道具と呼ぶことがある。
また、格闘ゲームではキャラから離れて攻撃する方法を指す（ストリートファイターシリーズの波動拳やソニックブーム等）。ただし、操作キャラ自体が飛んで攻撃する体当たり的な攻撃方法は、「飛び」はするが飛び道具にはあたらない。
将棋においては、遠方から攻撃できる駒（飛車、角行など）を「飛び道具」と言うこともある。
また、けんかや決闘など、素手ないし手持ち武器同士による儀礼的な側面を持った戦闘に有利さを求めて飛び道具を持ち込むケースから転じて、卑怯・姑息な手段というニュアンスも持つ。
麻薬、その他向精神性薬物を指して「飛び道具」と呼ぶことがある。

## 代表的な飛び道具
- 弓矢 / クロスボウ
- 火槍
- 銃
- 投げナイフや手裏剣
- 投石器
- 手榴弾や火炎瓶

また個人が扱えるものではないが、以下のようなものは比較的離れた場所に被害を与えうるという意味で飛び道具と呼びえる。
- 大砲
- ミサイルないしロケット砲